# Ilex austrosinensis
Ilex austrosinensis är en järneksväxtart som beskrevs av Chang Jiang Tseng. Ilex austrosinensis ingår i släktet järnekar, och familjen järneksväxter. Inga underarter finns listade i Catalogue of Life.